# Дело «Имакаева против России»
Дело «Имакаева против России» — судебный процесс, инициированный жалобой Марзет Имакаевой против Российской Федерации, поданной ею в Европейский суд по правам человека (ЕСПЧ) 12 февраля 2002 года. Муж и сын заявительницы исчезли после задержания российскими солдатами.

## Заявительница
Имакаева родилась в 1951 году. По профессии учительница. Она жила в селе Новые Атаги с мужем Саид-Магомедом (1955 года рождения) и тремя сыновьями. Её сын Саид-Хусейн (1977 года рождения) в 1999 году получил образование стоматолога и продолжал учёбу в Грозненском нефтяном институте. В 2004 году в поисках убежища переехала в США.

## Исчезновение Саид-Хусейна Имакаева
Утром 17 декабря 2000 года сын Имакаевой поехал на машине «Жигули», на которую у него была доверенность, в село Старые Атаги купить куртку. Около 6 часов вечера соседи сообщили матери, что её сын был задержан федералами на блокпосту. Свидетели сообщили, что видели военных в масках, окруживших автомобиль «Жигули». Из машины вышел молодой человек. Люди из проезжавшего автобуса вышли из автобуса, чтобы помочь ему, но военные стали стрелять в воздух и под ноги требуя не приближаться. Люди видели, как парня бросили в «таблетку», а один из военных сел за руль «Жигулей». Машины уехали быстро и свидетели не успели заметить номера. Похищенным оказался Саид-Хусейн Имакаев.
Другой свидетель после полудня того же дня видел машину Имакаева, за рулём которой сидел незнакомец лет 30-35. Он подумал, что Сайд-Хусейн одолжил кому-то свою машину, как это случалось прежде, но позже он узнал о его задержании. Ещё один свидетель около 3 часов дня видел в Новых Атагах машину Имакаева, за которой ехали БТР и военный УАЗ. После этого мать не получала никаких известий о своём сыне.

### Расследование исчезновения сына Имакаевой
С 18 декабря 2000 года Имакаева с мужем обращались во все доступные им инстанции, пытаясь выяснить судьбу сына. По их просьбе сходные запросы сделали сход сельских старейшин, главы местной администрации и администрации района. Они лично посетили ряд мест содержания под стражей и тюрем в Чечне и других регионах Северного Кавказа.
Согласно информации официальных органов, было заведено уголовное дело, информация об автомобиле была внесена в поисковую базу, родителей обещали держить в курсе событий. Шалинские отделения ВОВД и УФСБ сообщили, что не располагают информацией о местонахождении Имакаева и никогда не задерживали его. 16 июля 2001 года следствие было приостановлено по причине невозможности установить подозреваемых. 5 июля следующего года по указанию заместителя прокурора Чечни оно было возобновлено. В дальнейшем расследование пять раз приостанавливалось и возобновлялось. 24 июля 2002 года Имакаева была признана потерпевшей по делу об исчезновении её сына.
12 февраля 2002 года родители подали жалобу в Европейский суд.

## Исчезновение Саид-Магомеда Имакаева
Около 6-20 утра 2 июня 2002 года Имакаевы проснулись от шума. К дому подъехали шесть БТРов (соседи успели заметить номера трёх из них) и УАЗ. Около 20 военных, некоторые из них в масках, вошли во двор. Без объяснений и предъявления документов они провели обыск. Старший представился как «Бумеранг Алексей Григорьевич». У Имакаевых были изъяты документы и дискеты. Документы и дискеты не принадлежали мужу, они были обнаружены Имакаевыми у родственников, уехавших из Грозного в 1999 году.
Саид-Магомеда Имакаева военные увезли с собой. Ему разрешили взять 50 рублей «на обратную дорогу» и куртку, так как шёл дождь. Имакаева попросила офицера оставить расписку об изъятии документов и дискет. В ответ «Бумеранг» попросил написать расписку, что Имакаева не имеет претензий к военным. Имакаева дала такую расписку, отметив, что возражает против задержания мужа без всяких оснований. Обмен расписками состоялся. Ей сказали, что мужа увезут в Шали. Затем БТРы заехали в несколько других домов, где задержали ещё четырёх человек, и покинули село.

### Расследование исчезновения мужа Имакаевой
В тот же день Имакаева начала поиски мужа. Военный комендант села Шали обещал, что с мужем ничего не случится. Также ею были поданы жалобы в Администрацию Чечни, военную комендатуру. 4 июня 2002 года не представившийся сотрудник УФСБ Шали сказал, что, возможно, мужа Имакаевой перевезли в Мескер-Юрт. Попытки найти «Бумеранга» показали, что в комендатуре села Старые Атаги его знают, но попытки встретиться с ним не увенчались успехом.
4 июня Имакаева сообщила представителям организации «Правовая инициатива по Чечне», представляющим её интересы в деле об исчезновении сына, об исчезновении мужа. «Правовая инициатива» совместно «Human Rights Watch» обратились к представителю президента по правам человека в Чечне и прокурору республики с просьбой принять меры для поиска задержанных.
16 июля Имакаевой сообщили, что по факту задержания её мужа возбуждено уголовное дело, к задержанию правоохранительные органы отношения не имеют и для задержания не было никаких оснований. 25 июня Имакаева была признана потерпевшей по делу об исчезновении её мужа.
В августе 2002 года заявительница обратилась к коменданту Шалинского района генералу Нахаеву. Последний задавал ей вопросы об обращении в Европейский суд и высказал предположение, что обращение в ЕСПЧ стоит больше 15 тысяч долларов. Затем он поинтересовался, сколько стоило Имакаевой её заявление. Имакаева сказала, что не платила за обращение. Нахаев ответил, что, вероятно, её муж арестован за финансирование боевиков. Из разговора заявительница сделала вывод, что задержание её мужа связано с их обращением в ЕСПЧ.
9 июля 2004 года дело было приостановлено в связи с отсутствием события преступления. На следующий день её проинформировала об этом Главная военная прокуратура. Также сообщалось, что её муж был задержан в соответствии с федеральным законом о борьбе с терроризмом. После проверки Саид-Магомеда Имакаева передали главе администрации Шалинского района, чтобы он смог вернуться домой. Дальнейшее отсутствие Имакаева не связано с действиями федеральных сил. Поэтому заявительнице не нанесено никакого морального или материального вреда и постановление о признании её потерпевшей было отменено. На адвокатский запрос об ознакомлении с материалами дела Главная военная прокуратура ответила, что заявительница лишена статуса потерпевшей и потому не может ознакомиться с материалами.
В мае и октябре 2005 года правительство Чечни сообщало, что Имакаев после допроса был передан главе администрации Шалинского района Дакаеву. Более подробная информация недоступна, так как Дакаев скончался. Кроме того, сообщалось, что в доме Имакаевых была обнаружена экстремистская литература. Литература была уничтожена, поэтому никаких дополнительных данных о ней нет.
16 ноября 2004 года в районной прокуратуре села Шали возбудили новое дело по факту исчезновения мужа Имакаевой. По делу были допрошены около 70 человек, но ничего нового выяснить не удалось. 16 февраля 2005 года расследование остановилось из-за неустановления подозреваемых. Заявительницу признали потерпевшей по новому делу, но к тому времени она покинула Россию.

## Расследование ЕСПЧ
Европейский суд несколько раз обращался к российской стороне с просьбой предоставить материалы дела и каждый раз получал отказ. Отказы мотивировались тем, что расследование не завершено, часть материалов дела является секретной, содержит государственную тайну, может нанести ущерб интересам участников и т. д. 20 января 2005 года жалоба Имакаевой была принята к рассмотрению.
Заявительница утверждала, что её сын был задержан федеральными военнослужащими 17 декабря 2000 года и был убит ими при обстоятельствах, не имеющих разумного оправдания. Имакаева исходит из того, что за пять лет официальные власти не представили никакой информации о его местонахождении и никаких приемлемых объяснений его исчезновения. Общей чертой исчезновений в Чечне является то, что многие задержанные военными люди были найдены позже мёртвыми при отсутствии каких бы то ни было официальных документов об их задержании. Подтверждением тому являются многочисленные доклады правозащитных организаций, работающих в Чечне, которые единодушно отмечали такую практику федеральных сил. Официальные российские представители оспаривали эти утверждения на основании незавершённости расследования.
Суд счёл разумными аргументы Имакаевой. В то же время правительство не смогло представить разумных объяснений исчезновения сына Имакаевой, а проводимое следствие, продолжающееся пять лет, не принесло никаких ощутимых результатов. По этим основаниям суд счёл сына заявительницы Сайд-Хусейна Имакаева умершим после его задержания и ответственность за эту смерть несут представители государства. Таким образом, в отношении Сайд-Хусейна Имакаева была нарушена ст. 2 Европейской конвенции по правам человека (право на жизнь).
Заявительница также указала, что расследование исчезновения её сына не было тщательным и эффективным. Следствие многократно приостанавливалось и за пять с лишним лет не привело к вменяемым результатам. Её не информировали о ходе следствия и отказывались представить какие-либо документы. Официальные представители эти утверждения оспаривали.
Суд отметил, что единственной процессуальной процедурой, проведённой в рамках следствия, было признание Имакаевой потерпевшей по уголовному делу. Это произошло в июле 2002 года — через полтора года после начала следствия. Указания прокуроров по делу Имакаевой показывают, что никаких успехов в следствии не было. Другие документы официальные власти представить отказались. Кроме того, документы, полученные из различных официальных структур, противоречат друг другу. Поэтому в данном случае имеет место нарушение ст. 13 Конвенции (право на эффективную правовую защиту).
Вместе с мужем Имакаевой были задержаны ещё четверо мужчин, которые также исчезли после ареста. Их родные обратились с жалобой об исчезновении своих родственников в ЕСПЧ. Родные исчезнувших показали, что вместе с Имакаевой также искали своих пропавших родственников. Впоследствии дела об исчезновении мужа Имакаева и четырёх других мужчин были объединены. Следствие по делу несколько раз останавливалось и возобновлялось.
Супруга Имакаева утверждала, что её муж был арестован при угрожающих его жизни обстоятельствах. С учётом времени, прошедшего с момента его исчезновения, он должен считаться погибшим по вине представителей государства. Официальные представители указывали на отсутствие результатов местного следствия по делу С-М. Имакаева. Версия о смерти Имакаева расследовалась правоохранительными органами и не нашла подтверждения.
Суд напомнил, что Имакаев-старший был задержан федералами 2 июня 2002 года и с тех пор известия о судьбе отсутствуют. Никаких документов о его аресте, допросе или освобождении составлено не было. До июля 2004 года власть отрицала свою причастность к его исчезновению. Затем его арест был официально признан, но следствие по делу о военных, производивших арест, было прекращено ввиду отсутствия состава преступления. Никакой информации о ходе следствия Марзет Имакаева не имела. Более того, несмотря на многочисленные запросы, информация не предоставлялась не только ей, но и районному прокурору, получившему указание о возобновлении следствия. По этим основаниям суд утверждает, что задержание Имакаева произошло в обстоятельствах, угрожавших его жизни, что также подтверждается фактом отсутствия информации о нём более четырёх лет. Кроме того, действия правоохранительных органов после получения сигнала об аресте Имакаева способствовали ухудшению возможностей спасения Имакаева, а также расследования обстоятельств его исчезновения. По этим причинам суд счёл установленным, что Имакаев должен считаться умершим и вина в этом лежит на представителях государства. В данном случае также имеет место нарушение ст. 2 Европейской конвенции.
Имакаева считает, что следствие не соответствовало требованиям адекватности и эффективности. Следственные действия не начались сразу после ареста её мужа, они не предоставляли информацию о ходе следствия. Она была лишена статуса потерпевшей, что привело её к невозможности быть в курсе расследования. Российская сторона оспаривала утверждения заявительницы. В ноябре 2004 года было начато новое следствие, предпринявшее необходимые действия по установлению обстоятельств дела, но, по независящим от него причинам, не смогло этого сделать. Кроме того, заявительница уехала в США и следователи не могли допросить её. Европейский суд согласился с аргументами заявительницы и признал, что в деле расследования задержания супруга Имакаевой официальными властями была нарушена ст. 13 Конвенции (право на эффективную правовую защиту).
Заявительница утверждала, что сама стала жертвой бесчеловечного отношения со стороны властей. Из-за исчезновения сына и мужа и безразличия государственных органов она с детьми вынуждена искать убежища за границей. Суд отметил, что исчезли два ближайших родственника Имакаева, её муж был арестован в её присутствии. На момент судебного разбирательства они не имела вестей от сына пять с половиной лет и три с половиной года — от мужа. Имакаева обращалась во все возможные инстанции и не получала никакой внятной информации об их судьбе. Ей было отказано в доступе к материалам дела. Суд считает перечисленные факты достаточным основанием, чтобы утверждать, что в отношении заявительницы была нарушена ст. 3 Европейской конвенции (бесчеловечное отношение).
Также судом было признано, что в обоих случаях задержания родных Имакаевой властями была нарушена ст. 5 конвенции (право на свободу и личную неприкосновенность).
Заявительница утверждала, что обыск, проведённый в её доме был незаконным как по национальному законодательству, так и согласно ст. 8 конвенции. Официальные власти мотивировали свои действия законом о борьбе с терроризмом. Муж Имакаевой подозревался в террористической деятельности. При обыске была обнаружена экстремистская литература.
Суд указал, что Имакаевой не был предъявлен ордер на обыск, не были названы объекты поиска. Из документов следует, что ордера не было ни до, ни после обыска. Власти не смогли указать подробности причин обыска или указать их процессуальную значимость, перечислить конфискованные предметы, так как, по их словам, они были уничтожены. Расписка не назвавшего себя офицера без указания своей организационной принадлежности — единственный документ по этому факту. Официальные власти не смогли сообщить, какая операция проводилась в тот день в Новых Атагах, какая организация её проводила и других подробностей. Более того, само проведение такой операции отрицалось в течение двух лет. По этим основаниям суд счёл, что имело место нарушение ст. 8 Европейской конвенции (право на уважение частной и семейной жизни).
Также судом было установлено, что в отношении Имакаевой был нарушен параграф 1(а) ст. 38 Конвенции.
Решением суда российская сторона должна была выплатить Имакаевой:
- 20 тысяч евро компенсации материального ущерба;
- 70 тысяч евро компенсации морального ущерба;
- 9114 евро компенсации расходов;
- любые налоги, которыми могут облагаться эти суммы.